# Úľany nad Žitavou
Úľany nad Žitavou (1927–1948 slowakisch „Fedýmeš nad Žitavou“ – älter „Fedýmeš“ oder „Žitva Fedýmeš“; ungarisch Zsitvafödémes – bis zum 19. Jahrhundert Födémes) ist eine Gemeinde im Westen der Slowakei mit 1548 Einwohnern (Stand 31. Dezember 2024), die zum Okres Nové Zámky, einem Kreis des Nitriansky kraj, gehört.

## Geographie
Die Gemeinde befindet sich im Donautiefland zwischen den Flüssen Nitra im Westen und der namensgebenden Žitava im Osten, deren Hauptarm sich hinter dem Ort mit der Nitra vereinigt. Das Gemeindegebiet ist größtenteils von Auwaldböden bedeckt. Das Ortszentrum liegt auf einer Höhe von 126 m n.m. und ist fünf Kilometer von Šurany sowie 18 Kilometer von Nové Zámky entfernt.
Nachbargemeinden sind Mojzesovo und Malá Maňa im Norden, Hul im Osten, Dolný Ohaj im Süden und Šurany im Westen.

## Geschichte

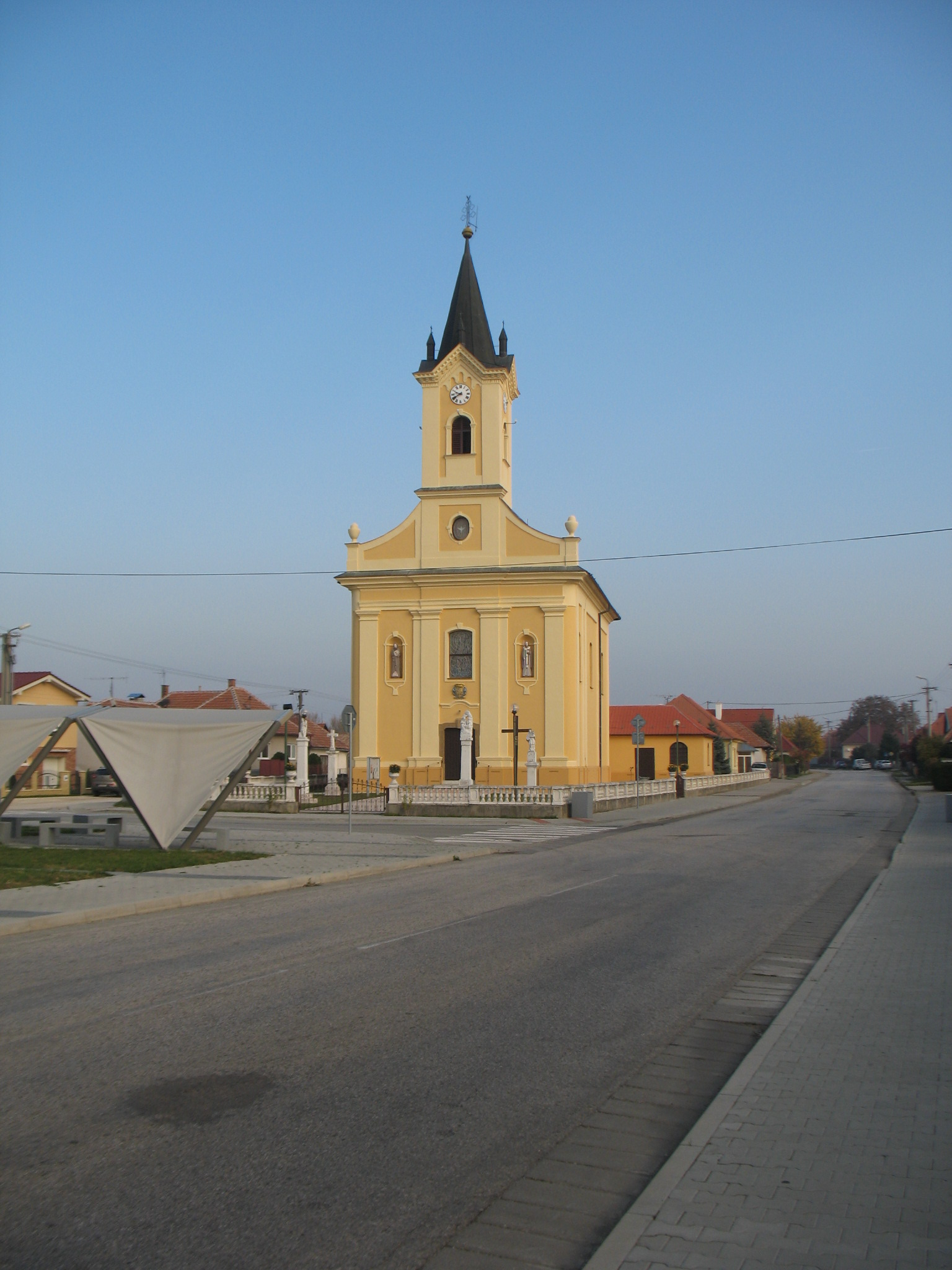
Kirche von Úľany nad Žitavou

Der Ort wurde zum ersten Mal 1284 als Fedemus schriftlich erwähnt. Ähnlich wie andere Orte in der Slowakei, die den Namen Úľany bzw. ungarisch Födémes tragen, bezieht sich der Name auf Imker (das altungarische Wort födém bedeutet Bienenstock). Das Dorf gehörte zum Herrschaftsgut der Burg Gýmeš, genauer den Geschlechtern Hont-Pázmány, nach dem 16. Jahrhundert Károly. Während der Türkenkriege wurde der Ort mehrere Male heimgesucht.
1787 zählte man 66 Häuser und 535 Einwohner und 1828 114 Einwohner und 796 Einwohner, die vorwiegend in der Landwirtschaft beschäftigt waren.
Bis 1919 gehörte der im Komitat Neutra liegende Ort zum Königreich Ungarn und kam danach zur Tschechoslowakei. Auf Grund des Ersten Wiener Schiedsspruchs lag er 1938–1945 noch einmal in Ungarn.
Von 1976 bis 1990 war die Gemeinde Teil der Stadt Šurany.

## Bevölkerung
| Jahr                | 1994 | 2004    | 2014    | 2024    |
| ------------------- | ---- | ------- | ------- | ------- |
| Anzahl der Personen | 1522 | 1542    | 1518    | 1548    |
| Unterschied         |      | +1,31 % | −1,55 % | +1,97 % |

| Jahr                | 2023 | 2024    |
| ------------------- | ---- | ------- |
| Anzahl der Personen | 1538 | 1548    |
| Unterschied         |      | +0,65 % |

Nach der Volkszählung 2011 wohnten in Úľany nad Žitavou 1542 Einwohner, davon 1485 Slowaken, fünf Magyaren, drei Tschechen, zwei Russen und ein Ukrainer. 46 Einwohner machten keine Angabe. 1367 Einwohner bekannten sich zur römisch-katholischen Kirche, fünf Einwohner zur griechisch-katholischen Kirche, vier Einwohner zur orthodoxen Kirche, zwei Einwohner zur evangelischen Kirche A. B. und ein Einwohner zur reformierten Kirche; sechs Einwohner waren anderer Konfession. 67 Einwohner waren konfessionslos und bei 90 Einwohnern wurde die Konfession nicht ermittelt.
Ergebnisse nach der Volkszählung 2001 (1546 Einwohner):
| Nach Ethnie: - 99,29 % Slowaken - 0,26 % Tschechen - 0,19 % Magyaren | Nach Konfession: - 96,77 % römisch-katholisch - 1,55 % konfessionslos - 0,91 % keine Angabe - 0,45 % evangelisch - 0,26 % griechisch-katholisch |

## Bauwerke
- römisch-katholische Kirche im spätbarocken Stil aus dem Jahr 1781